# Trilijon
Trilijon je število 1018 oziroma 1.000.000.000.000.000.000. 
Američani rečejo trilijon številu 1012. 
Znanstvena predpona za trilijon je eksa (E).